# Nizina Środkowoaustralijska
Nizina Środkowoaustralijska (ang. Central Lowlands lub Central-Eastern Lowlands) – aluwialna nizina położona między zatoką Karpentaria na północy, a ujściem rzeki Murray na południu. Jest drugą po Wyżynie Zachodnioaustralijskiej wielką krainą geograficzną Australii.
Egzonim „Nizina Środkowoaustralijska” został usunięty przez KSNG.
W jej skład wchodzi kilka odrębnych nizin, których granice wyznaczają wzniesienia terenu. Najdalej na południu znajdują się niziny Murray i Darling, przez które płyną największe rzeki kontynentu australijskiego: Murray i Darling.
Naznaczona jest gęstą siecią okresowo płynących cieków (creeks) w kierunku depresji jeziora Eyre.
W najniższej części znajduje się Wielki Basen Artezyjski oraz największe jeziora kontynentu: jezioro Eyre i jezioro Frome. Zachodnią granicę niziny stanowi piaszczysta Pustynia Simpsona.